# マーク・ボンバック
マーク・ボンバック（Mark Bomback, 1971年8月29日 - ）は、アメリカ合衆国の脚本家である。ニューヨーク州ニューロシェル出身である。ウェズリアン大学で英文学と映画を学び、卒業した。

## フィルモグラフィ
- The Night Caller (1998) 脚本
- アダム -神の使い 悪魔の子- Godsend (2004) 脚本・共同製作
- ダイ・ハード4.0 Live Free or Die Hard (2007) 原案・脚本
- 彼が二度愛したS Deception (2008) 脚本
- ウィッチマウンテン/地図から消された山 Race to Witch Mountain (2009) 脚本
- アンストッパブル Unstoppable (2010) 脚本
- トータル・リコール Total Recall (2012) 脚本
- ジャックと天空の巨人 Jack the Giant Slayer (2013) 脚本
- ウルヴァリン:SAMURAI The Wolverine (2013) 脚本
- 猿の惑星: 新世紀 Dawn of the Planet of the Apes (2014) 脚本・製作総指揮
- ダイバージェントNEO The Divergent Series: Insurgent (2015) 脚本
- 猿の惑星: 聖戦記 War for the Planet of the Apes (2017) 脚本
- エンツォ レーサーになりたかった犬とある家族の物語 The Art of Racing in the Rain (2019) 脚本
- ジェイコブを守るため Defending Jacob (2020) 脚本・製作総指揮
- ザ・ユナイテッド・ステイツ vs. ビリー・ホリデイ The United States vs. Billie Holiday (2021) 製作総指揮